# وكر اللصوص (فلم)
وكر اللصوص هو فيلم سرقة وأكشن أمريكي من إخراج كريستيان غوديغاست. وبطولة 50 سنت، وجيرارد بتلر وبابلو شرايبر، وأوشيا جاكسون الابن، وايفان جونز، ودون أوليفييري، ومو ماكري، وماكس هولواي.
تدور قصة الفيلم حول مجموعة من اللصوص الذين يخططون لعملية سطو شبة مستحيلة التنفيذ على البنك الفيدرالي في لوس أنجلوس.

## الإنتاج
في 14 يونيو 2016، أفادت التقارير أن جيرارد بتلر سوف يؤدي دور بطولة في فيلم فيلم وكر اللصوص.
بدأ تصوير الفيلم في 30 يناير 2017.

## الممثلين والشخصيات[8]
- جيرارد بتلر، بدور نيك فلاناجان
- أوشيا جاكسون جونيور، بدور دوني ويلسون
- 50 سنت، بدور ليفي اينسون
- بابلو شرايبر، بدور راي ميريمان
- ايفان جونز، بدور بو بوسكو
- مو مكراي، بدور جاس هندرسون
- ميادو وليامز، بدور هولي
- موريس كومبيت، بدور بيني ميجاتون
- بريان فان هولت، بدور مور كونورز
- كايوي ليمان-ميرسيرو، بدور توني زاباتا
- داون أوليفيري، بدور ديبي اوبراين
- إريك برايدين، بدور زيغي زيرهوزن
- جوردان بريدجز، بدور لوبن بوب
- كوبر أندرويس، بدور ماك

## وصلات خارجية
مقالات تستعمل روابط فنية بلا صلة مع ويكي بيانات

لا توجد روابط لمواقع التواصل الاجتماعي.